# Pallaseopsis cancelloides
Pallaseopsis cancelloides is een vlokreeftensoort uit de familie van de Pallaseidae. De wetenschappelijke naam van de soort is voor het eerst geldig gepubliceerd in 1858 door Gerstfeldt.